# Central Provident Fund

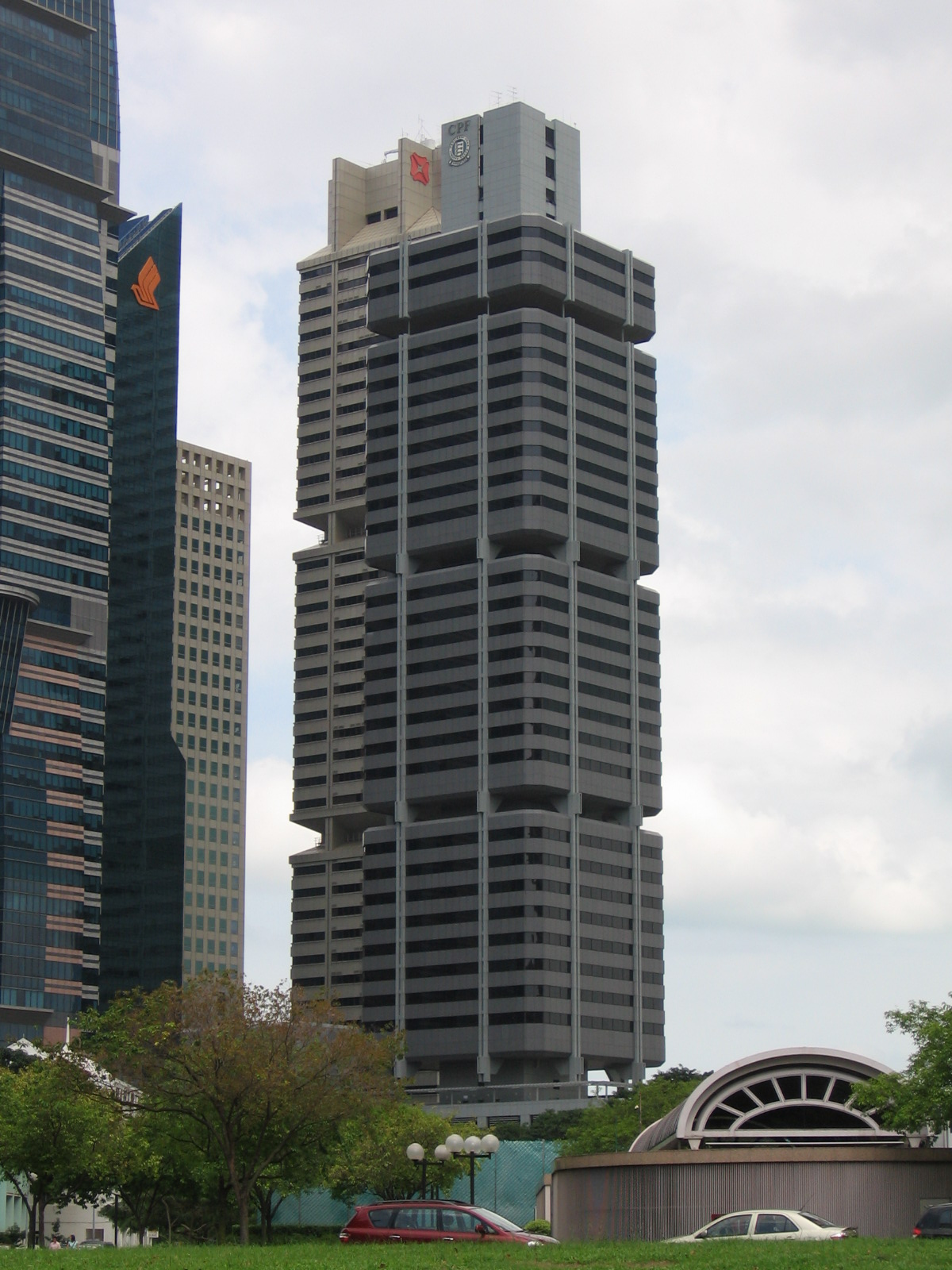
CPF Gebäude, Hauptquartier vom CPF Board.

Der Central Provident Fund (CPF) ist ein am 1. Juli 1955 gestarteter staatlicher Sozialversicherungssparplan aus Singapur. Ziel des Fonds ist die Absicherung der Altersvorsorge der Arbeitnehmer in Singapur.
Für Vorsorge allgemein müssen Beiträge in Höhe von 40 Prozent vom Bruttoeinkommen CPF eingezahlt werden.
Im CPF werden pro Versicherten drei Konten geführt:
- 30 Prozent werden auf ein „normales“ Vorsorgekonto eingezahlt
- 4 Prozentpunkte in einen Altersvorsorgefonds
- 6 Prozentpunkte werden für die Krankenversorgung angelegt.

Mit zunehmendem Alter reduzieren sich die Beiträge auf insgesamt 10 %. Einzahlungen in den Altersvorsorgefonds fallen nur bis zum Alter von 55 Jahren an.